# Alfonso Espino (poeta)
Alfonso Espino (1882-1946) fue un poeta salvadoreño.

## Biografía
Es autor del poemario Mármoles y bronces (1919), que contiene prólogo de Francisco Gavidia y Dos palabras de Carlos Gagini, escritor costarricense. Se le conoce principalmente por ser el padre de los escritores Alfredo y Miguel Ángel Espino.
En la edición de Jícaras Tristes preparada por la editorial de la Universidad Centroamericana José Simeón Cañas, se encuentra una 'carta-prólogo' de Alberto Masferrer, titulada Un libro de Alfredo Espino, dirigida a Alfonso. En él, Masferrer le dice a Alfonso: 
«Usted, no solamente habló en verso como poeta noble y sincero, sino que hizo de su vida —me complace decirlo yo antes que nadie—, una vida de poeta, en cuanto esa palabra tiene de más alto, limpio y esforzado. Usted supo y quiso, en este medio nuestro mezquino y lucroso, vivir sin mancharse, trabajando como un burgués honrado, y sintiendo como un artista devoto y hondo».